# 久松定謨
久松 定謨（ひさまつ さだこと、慶応3年9月9日（1867年10月6日） - 昭和18年（1943年）2月19日）は、日本の陸軍軍人、華族（伯爵）。旧伊予松山藩主久松家の当主で、歩兵第1旅団長・歩兵第5旅団長を歴任し、階級は陸軍中将。位階勲等は正二位・勲一等。
旧名は鋹三郎。妻の貞子は島津忠義公爵の娘。二男の定武は貴族院議員・参議院議員を経て昭和26年から愛媛県知事を5期20年務めた。次男の定孝は宮内庁侍従職。孫（定武の子）の定成は元愛媛大学農学部教授で靖国神社崇敬奉賛会会長。

## 経歴
- 慶応3年（1867年）伊予松山藩主家の分家（松平定実系）である旗本・松平勝実の三男として生まれる。母は池田長休の娘。
- 明治5年（1872年）本家の当主である伊予松山藩知事久松定昭が逝去し、その遺言によって定昭の養子となり、本家を継ぐ。
- 明治15（1882年）元服、従五位に叙任。
- 明治16年（1883年）11月、フランスに留学する。
- 明治17年（1884年）7月7日、伯爵を綬爵し、華族となる[1]。この時の位階は従五位。
- 明治20年（1887年）10月、フランスのサンシール陸軍士官学校に入校する[2]。
- 明治22年（1889年）8月、サンシール陸軍士官学校歩兵科を卒業、大日本帝国陸軍歩兵少尉に任官。久松は日本の陸軍士官学校は卒業していないが、陸軍人事上は士官生徒第11期（陸士旧11期）相当と扱われ、菊池慎之助・奈良武次・西川虎次郎が同期生となる。
- 明治23年（1890年）私費留学としてフランス陸軍のツール歩兵第66連隊で隊附勤務。
- 明治24年（1891年）私費留学を終えて12月に帰国し、近衛歩兵第2連隊附。
- 明治28年（1895年）
  - 1月、中尉に進級し、近衛師団副官。
  - 4月から台湾征討に出征し同年11月に帰還。
- 明治29年（1896年）
  - 3月から近衛歩兵第2連隊附の身分でロシア出張を命ぜられる。
  - 8月、小松宮彰仁親王附武官。
- 明治30年（1897年）
  - 2月から参謀本部出仕を兼ねる。
  - 12月に大尉に進級し、近衛歩兵第2連隊中隊長。
- 明治32年（1899年）正四位に昇叙する。
- 明治35年（1902年）
  - 6月、参謀本部部員。
  - 8月、フランス公使館附武官代理。
  - 9月、フランス公使館附武官心得。
- 明治36年（1903年）11月、少佐進級と共に正式な駐在武官に昇格する。
- 明治39年（1906年）
  - 1月、参謀本部附仰付。
  - 8月、帰国する。この年、従三位に昇叙。
- 明治40年（1907年）
  - 7月、歩兵第3連隊大隊長。
  - 11月、中佐に進級し、歩兵第3連隊附。
- 明治44年（1911年）9月6日、大佐に進級し歩兵第3連隊長。
- 大正3年（1914年）、正三位に昇叙。5月11日から近衛歩兵第1連隊長。
- 大正5年（1916年）8月18日、陸軍少将に進級し歩兵第5旅団長。
- 大正6年（1917年）8月6日、歩兵第1旅団長。
- 大正9年（1920年）
  - 8月10日、陸軍中将に進級すると同時に待命。
  - 12月1日、予備役編入。
- 大正13年（1924年）、従二位に昇叙。
- 昭和11年（1936年）、正二位に進む。
- 昭和18年（1943年）2月19日、薨去。墓所は大林寺。

## 家族
- 実父・松平勝実 - 靜岡県士族
- 養父・久松定昭
- 妻・貞子（1878年生） - 公爵島津忠義七女
- 二女・宜子（1896年生） - 子爵小笠原恒の妻
- 三女・基子（1897年生） - 子爵久松勝親の妻
- 二男・久松定武（1899年生） - 妻の春枝は伯爵小笠原長幹二女。子に久松定成
- 三男・久松定謙（1900年生） - 幼少の頃、迪宮（昭和天皇）のお相手を務めた[3]
- 四男・久松定孝（1901年生） - 侍従。妻の韁子は伯爵前田利同の娘
- 四女・輝子（1909年生） - 子爵松平親義の妻[4]

## 栄典
位階
- 1895年（明治28年）12月20日 - 従四位[5]
- 1906年（明治39年）12月21日 - 従三位[6]
- 1914年（大正3年）12月28日 - 正三位[7]

勲章等
- 1873年（明治6年）12月8日 - 銀盃一組[8]
- 1895年（明治28年）11月18日 - 明治二十七八年従軍記章[9]
- 1906年（明治39年）4月1日 - 勲四等旭日小綬章・明治三十七八年従軍記章[10]

外国勲章佩用允許
- 1894年（明治27年）9月26日 - 安南王国：竜星第五等勲章[11]